# Hidroelektrarna Kozjak
Hidroelektrarna Kozjak je velika hidroelektrarna na reki Treska v Severni Makedoniji, ki deluje s pomočjo umetnega jezera Kozjak. Jez Kozjak je s 130 metri najvišji v državi. Nahaja se v severozahodnem delu države v občini Makedonski Brod. Glavni namen jezu je nadzor nad poplavami, vendar služi tudi za proizvodnjo električne energije.
Elektrarna ima dve turbini z nominalno zmogljivostjo 41 MW po turbini s skupno močjo 82 MW. 
Jezero je pravzaprav 32 km dolga struga z največjo globino 130 m. Najvišja nadmorska višina jezera je 469,9 m in ima kapaciteto približno 380 milijonov m³ vode. V jezeru je obilo rib. 
Gradnja jezu se je začela avgusta 1994, dokončana pa je bila leta 2000. Rezervoar se je začel polniti maja 2003, oba generatorja pa sta končno pričela obratovati julija in septembra 2004.